# Ardisia subverticillata
Ardisia subverticillata är en viveväxtart som beskrevs av Julius och Utteridge. Ardisia subverticillata ingår i släktet Ardisia och familjen viveväxter. Inga underarter finns listade i Catalogue of Life.